# Trebert Gas Engine Company
Trebert Gas Engine Company war ein US-amerikanischer Hersteller von Motoren und Automobilen.

## Unternehmensgeschichte
Henry L. Trebert gab 1902 seinen Posten bei der Stearns Automobile Company auf. Daraufhin gründete er sein eigenes Unternehmen in Rochester im US-Bundesstaat New York. Noch 1902 begann die Produktion von Ottomotoren. 1907 kamen Automobile dazu. Der Markenname lautete Trebert. Trebert hatte zu diesem Zeitpunkt das Unternehmen bereits verlassen. 1908 endete die Fahrzeugproduktion. Insgesamt entstanden nur wenige Fahrzeuge.
Bis 1910 sind Motorenlieferungen bekannt. Es ist unklar, wann das Unternehmen aufgelöst wurde.

## Motoren
Der erste angebotene Motor war ein Zweizylindermotor mit 10 PS Leistung. Später folgten Motoren mit Leistungen zwischen 2 und 40 PS.
Die folgenden Unternehmen verwendeten Motoren von Trebert: A. M. Dow, Genessee Auto Company, Lambert Automobile Company und Sinclair-Scott Company.

## Fahrzeuge
Im Angebot stand nur das Model A. Es hatte einen Vierzylindermotor mit 30 PS Leistung. Das Fahrgestell hatte 262 cm Radstand. Der Aufbau war ein fünfsitziger Tourenwagen. Der Neupreis betrug 1850 US-Dollar.